# Jean Rignot
(Jean) Georges Alexandre Rignot, né le 14 décembre 1893 à Riom (Puy-de-Dôme) et mort le 11 juin 1945 dans le 16e arrondissement de Paris, était un aviateur militaire français. Il a battu un record du monde et a fini sa carrière au grade de général de corps aérien.

## Biographie

### Première Guerre mondiale
Georges Alexandre Rignot est le fils d'Eugène Alexandre Rignot (1863-1930), officier dans l'infanterie. Au début de la Première Guerre mondiale, Eugène Alexandre Rignot a le grade de chef de bataillon et commande le 1er bataillon du 119e régiment d'infanterie. Blessé lors de la bataille de Guise le 30 août 1914, il se voit décerner une citation à l'ordre de l'armée :

« Officier supérieur d'une valeur indiscutable. Calme au feu, s'est bien comporté dans les combats des 22 et 23 août 1914. S'est particulièrement distingué les 29 et 30 août dans les combats autour de Guise où il a entraîné brillamment son bataillon. Le 30 août, quoique blessé, ne s'est retiré que lorsque le régiment eut reçu l'ordre de cesser le combat. »

À cette époque, Georges Alexandre est admis à l'École spéciale militaire de Saint-Cyr (ESM). Lorsqu'il arrive au 119e RI, le 10 janvier 1915, son père n'y sert déjà plus : il est affecté au dépôt. Affecté comme sous-lieutenant à la 5e compagnie, Georges Alexandre est évacué vers l'arrière pour fatigue extrême le 28 juin 1915, à la suite d'une contusion par éclat d'obus. Il revient au 119e RI le 5 juillet 1915. Il est blessé lors de l'attaque du bois de la Folie le 25 septembre 1915. Il est nommé lieutenant le 5 décembre 1916.
Il passe dans l'l'aviation en 1917. Détaché à l'escadrille C4 en avril 1917, il est blessé le 23 juin 1917, ce qui lui vaut à son tour une citation :

« Officier observateur d'une grande bravoure. A fait preuve des plus belles qualités d'énergie, d'audace et d'entrain en exécutant, en avion, des reconnaissances au cours desquelles son appareil fut plusieurs fois atteint par le feu de l'ennemi. A été grièvement blessé, le 23 juin 1917, au cours d'une mission exécutée sur les premières lignes dans les conditions les plus difficiles. Deux blessures antérieures. »

### Entre-deux-guerres
Après la guerre, il reste dans l'armée comme capitaine aviateur, et vole avec Dieudonné Costes. Les deux aviateurs battent le record du monde de distance en ligne droite et sans escale le 28 octobre 1926, en réalisant un vol entre Paris et Djask en Iran, soit 5 396 km parcourus en 32 heures à bord d’un Breguet 19. Ils battent ainsi le précédent record établi par Léon Challe et René Weiser, détenteurs du titre, qui avaient réalisé un vol de 5174 kilomètres en 27 heures et 15 minutes, du Bourget à Bandar Abbas (Perse).
Toujours avec Dieudonné Costes, le capitaine Rignot réalisa Paris-Calcutta en 1926. Mais ils échouent dans une tentative de raid sans escale vers Tchita (Sibérie). Au terme d'un vol de 29 heures et 30 minutes, le mauvais temps contraint les deux aviateurs à renoncer devant les monts Oural. Puis il participe à la Croisière noire,.
Le 20 juin 1932, avec Lucien Girier, il relia Paris à Téhéran sans escale.

### Seconde Guerre mondiale
- Général de brigade aérienne le 1er novembre 1942[1],[4].
- Général de division aérienne le 25 septembre 1943[1],[4].
- Général de corps aérien le 13 décembre 1944[1],[4].

Le général de corps aérien Rignot meurt le 11 juin 1945 dans le 16e arrondissement de Paris. Il est inhumé au cimetière du Montparnasse à Paris (9e division), dans le même caveau que le capitaine aviateur Ludovic Marie René Arrachart,.

## Distinctions
- Commandeur de la Légion d'honneur le 4 juillet 1934[1].